# 迪拉克 (路易斯安那州)
迪拉克（英語：Dulac）是位於美國路易斯安那州泰勒博恩堂區的一個普查規定居民點。

## 人口
根據2020年美國人口普查的數據，迪拉克的面積為47.02平方千米，當中陸地面積為41.41平方千米，而水域面積為5.61平方千米。當地共有人口1241人，而人口密度為每平方千米26.39人。